# Superunknown
Superunknown är Soundgardens fjärde studioalbum, utgivet den 8 mars 1994. Albumet släpptes på skivbolaget A&M Records.
Albumet innehåller bland annat hiten "Black Hole Sun", den mäktiga "Superunknown" och mörka "Mailman". Albumets låttexter behandlar drogmissbruk, självmordstankar och depression. En strof ur låten "Like Suicide" lyder: "Bit down on the bullet now, I had a taste so sour, I had to think of something sweet".

## Låtförteckning
All sångtext är skriven av Chris Cornell, förutom "Head Down" och "Half" av Ben Shepherd och "Fresh Tendrils" av Cornell och Matt Cameron. 
| 1.           | Let Me Drown            | 3:51  |
| 2.           | My Wave                 | 5:12  |
| 3.           | Fell on Black Days      | 4:42  |
| 4.           | Mailman                 | 4:25  |
| 5.           | Superunknown            | 5:06  |
| 6.           | Head Down               | 6:08  |
| 7.           | Black Hole Sun          | 5:18  |
| 8.           | Spoonman                | 4:06  |
| 9.           | Limo Wreck              | 5:47  |
| 10.          | The Day I Tried to Live | 5:19  |
| 11.          | Kickstand               | 1:34  |
| 12.          | Fresh Tendrils          | 4:16  |
| 13.          | 4th of July             | 5:08  |
| 14.          | Half                    | 2:14  |
| 15.          | Like Suicide            | 7:01  |
| Total längd: | Total längd:            | 70:13 |

| 16.          | She Likes Surprises | 3:20  |
| Total längd: | Total längd:        | 73:33 |

## Medverkande
Soundgarden
- Chris Cornell – sång, gitarr
- Kim Thayil – gitarr
- Ben Shepherd – elbas, percussion, bakgrundssång
- Matt Cameron – trummor, percussion

Övriga
- Artis the Spoonman – skedar på "Spoonman"